# Giro dell'Appennino 1974
Il Giro dell'Appennino 1974, trentacinquesima edizione della corsa, si svolse il 4 agosto  1974, su un percorso di 254 km. La vittoria fu appannaggio dell'italiano Giovanni Battaglin, che completò il percorso in 6h34'26", precedendo i connazionali Enrico Paolini e Giacinto Santambrogio.
I corridori che partirono furono 81, mentre coloro che tagliarono il traguardo di Pontedecimo furono 31.

## Ordine d'arrivo (Top 10)
| Pos. | Corridore             | Squadra        | Tempo    |
| ---- | --------------------- | -------------- | -------- |
| 1    | Giovanni Battaglin    | Jollj Ceramica | 6h34'26" |
| 2    | Enrico Paolini        | Scic           | a 2'37"  |
| 3    | Giacinto Santambrogio | Bianchi        | s.t.     |
| 4    | Marcello Bergamo      | Filotex        | s.t.     |
| 5    | Walter Riccomi        | Sammontana     | s.t.     |
| 6    | Costantino Conti      | Zonca          | s.t.     |
| 7    | Josef Fuchs           | Filotex        | s.t.     |
| 8    | Fabrizio Fabbri       | Sammontana     | s.t.     |
| 9    | Roberto Poggiali      | Filotex        | s.t.     |
| 10   | Renato Laghi          | Scic           | s.t.     |